# لیرفلد
لیرفلد (به آلمانی: Lierfeld) یک شهر در آلمان است که در بیتبورگ-پروم واقع شده‌است.